# Адзилоне-Ампадза
Адзилоне-Ампадза (итал. и фр. Azilone-Ampaza, корс. Azilonu è Ampaza) — коммуна во Франции, находится в регионе Корсика. Департамент коммуны — Южная Корсика. Входит в состав кантона Тараво-Орнано. Округ коммуны — Аяччо.
Код INSEE коммуны — 2A026.

## Население
Население коммуны на 2008 год составляло 138 человек.
| 1962 | 1968 | 1975 | 1982 | 1990 | 1999 | 2008 |
| ---- | ---- | ---- | ---- | ---- | ---- | ---- |
| 145  | 178  | 129  | 101  | 77   | 93   | 138  |

## Экономика
В 2007 году среди 77 человек в трудоспособном возрасте (15—64 лет) 50 были экономически активными, 27 — неактивными (показатель активности — 64,9 %, в 1999 году было 50,0 %). Из 50 активных работало 45 человек (29 мужчин и 16 женщин), безработных было 5 (2 мужчины и 3 женщины). Среди 27 неактивных 4 человека были учениками или студентами, 11 — пенсионерами, 12 были неактивными по другим причинам.
В 2008 году в коммуне насчитывалось 60 облагаемых налогом домохозяйств, в которых проживали 124 человека, медиана доходов составляла 12 568 евро на одного человека.